# فی دانشو

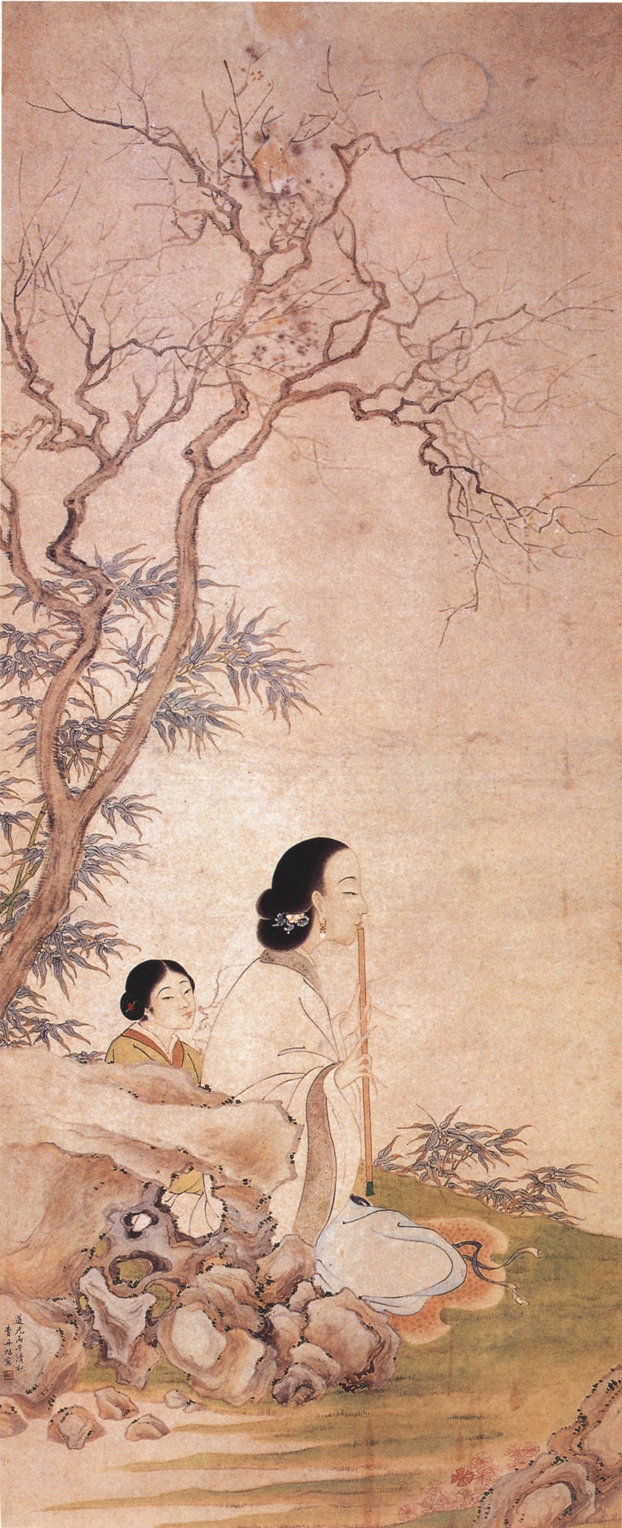
فلوت‌نوازی در زیر ماه اثر فی دانشو

فی دانشو یا فی تانشو (چینی ساده: 费丹旭، چینی سنتی: 費丹旭، پین‌یین: Fèi Dānxù، وید جایلز: Fei Tan-hsü) (۱۸۰۱-۱۸۵۰) یکی از نقاشان دوره‌گرد چینی در زمان سلسله چینگ بود.
فی نقاشی را از زمانی که بسیارجوان بود در زادگاهش ووچنگ (ووشینگ امروزی در استان ججیانگ چین) آغاز کرد. سالیان بعد او دست به سفر در استان‌های ججیانگ و جیانگسو زد تا بر مهارت‌های هنری خود بیفزاید. فی را با نام‌های مستعار شیائولو، خوان‌شی‌شنگ و اوونگ نیز می‌شناختند و بیشترین شهرت او برای نقاشی‌هایش از زنان زیباروی بود.  از میان نقاشی‌هایش از زنان زیبا، «دوازده زیبای جینلینگ (Twelve Beauties of Jinling)» مشهور است که دوازده شخصیت اصلی زن در رمان «رؤیای اتاق سرخ» را به تصویر کشیده است.

## زندگی نامه
فی دانشو (یا فی تانکسو) با نام مستعار فی شیائولو نقاش عصر دودمان چینگ بود که در ۲۹ ژانویه ۱۸۰۲ به دنیا آمد و در ۴ دسمابر ۱۸۵۰ درگذشت. پدرش فی زونگ کیان در نقاشی مناظر ماهر بود. فی دانشو با نقاشان فنگ جی، نی شیهوی، تانگ ییفن، ژانگ شیونگ و ژانگ تینجی خبره ارتباط داشت. وی علاوه بر نقاشی بانوان، مناظر و گُل‌ها  را نیز نقاشی می‌کرد و گاهی شعر و خوشنویسی را می‌آزمود. او در تمام عمرش از خانواده‌اش خسته بود و در استان‌های جیانگ سو، ژجیانگ، شانگهای، هانگژو و سوژو نقاشی می‌فروخت و طولانی‌ترین زمان را در هانگژو زندگی کرد.
فی اغلب با نقاش گای چی در مدرسه‌ای به نام «گای‌فی» همکاری داشت. برادر کوچک‌تر او، دانچنگ، به همراه پسران و نوه‌هایش، سنت نقاشی زنان زیبا را ادامه دادند، همانطور که نوه‌ٔ گای چی نیز این سنت را دنبال کرد.